# Microxyphiella fuligo
Microxyphiella fuligo är en svampart som först beskrevs av Berk. & Desm., och fick sitt nu gällande namn av Speg. 1918. Microxyphiella fuligo ingår i släktet Microxyphiella, divisionen sporsäcksvampar och riket svampar.   Inga underarter finns listade i Catalogue of Life.